# Rainer Schönfelder
Rainer Schönfelder (Bleiburg, 13 de junio de 1977) es un deportista austríaco que compitió en esquí alpino.
Participó en dos Juegos Olímpicos de Invierno, obteniendo dos medallas de bronce en Turín 2006, en las pruebas de eslalon y combinada, y el cuarto lugar en Salt Lake City 2002 (combinada).
Ganó dos medallas de plata en el Campeonato Mundial de Esquí Alpino de 2005. En la Copa del Mundo consiguió cinco victorias y veintidos podios en total.
Aparte de su carrera deportiva, es cantante de música pop. En 2013 ganó el concurso de televisión de ORF Dancing Star, junto con la bailarina Manuela Stöckl.

## Palmarés internacional
| Juegos Olímpicos   | Juegos Olímpicos | Juegos Olímpicos  | Juegos Olímpicos |
| Año                | Lugar            | Medalla           | Prueba           |
| ------------------ | ---------------- | ----------------- | ---------------- |
| 2006               | Turín (Italia)   | Medalla de bronce | Eslalon          |
| 2006               | Turín (Italia)   | Medalla de bronce | Combinada        |
| Campeonato Mundial |                  |                   |                  |
| Año                | Lugar            | Medalla           | Prueba           |
| 2005               | Bormio (Italia)  | Medalla de plata  | Eslalon          |
| 2005               | Bormio (Italia)  | Medalla de plata  | Equipo mixto     |